# Muyaya Kayembe
Muyaya Kayembe (22 febbraio 1979) è un ex calciatore della Repubblica Democratica del Congo, di ruolo difensore.

## Carriera

### Nazionale
Ha debuttato in Nazionale il 24 gennaio 1999, in RD del Congo-Kenya (2-1), subentrando a Dandou Kibonge Selenge al minuto 15. Ha partecipato, con la Nazionale, alla Coppa d'Africa 2002. Ha collezionato in totale, con la maglia della Nazionale, 25 presenze.